# Corradino Malaspina
Corradino Malaspina (... – XIV secolo) è stato un nobile e condottiero italiano.

## Biografia

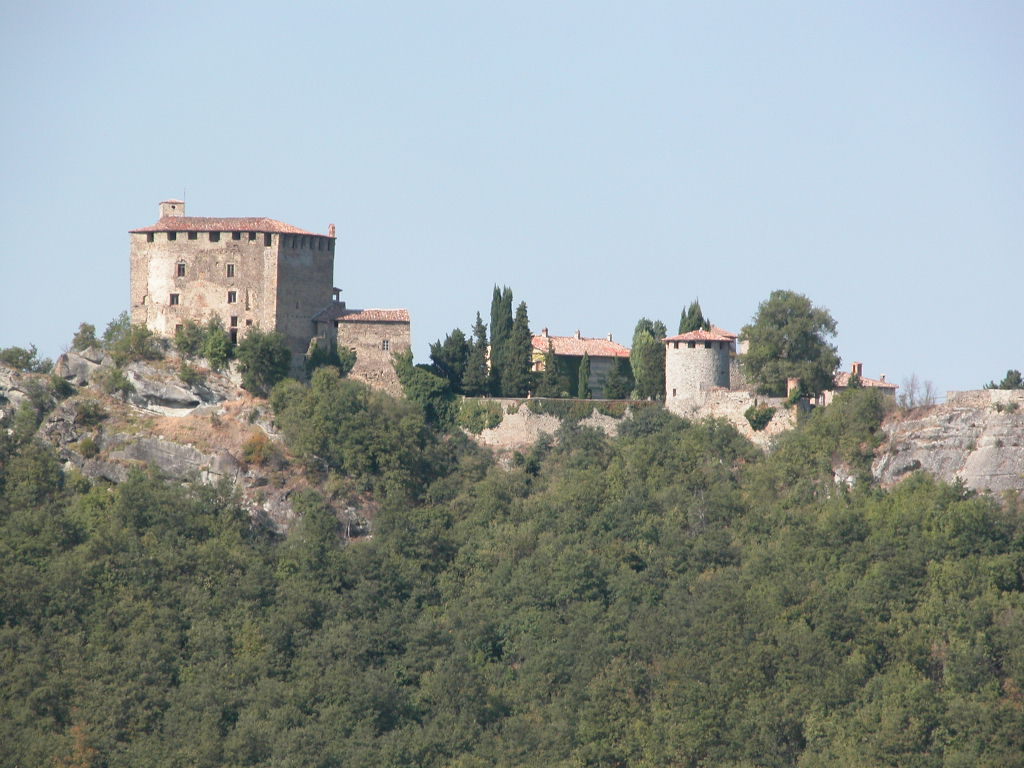
Rocca d'Olgisio

Soprannominato Spadalunga per il suo coraggio, era figlio di Morello (?-1312 ca.) di Alberto, della linea del ramo dello Spino Secco, da cui i Malaspina della Val Trebbia, e di Giovanna de' Vagi.
In un documento del 1312 venne nominato assieme ai fratelli Jacopino e Manfredi circa la custodia del castello di Mulazzo.
Nel 1321 partecipò contro i guelfi alla battaglia di Bardi dalla parte di Galeazzo I Visconti. Nel 1326 pose l'assedio alla rocca d'Olgisio assieme a Manfredo Landi e Francesco Volpe Landi, ma l'assedio non andò a buon fine. Le truppe papali, al comando di Azzotto Del Balzo, ebbero la meglio e costrinsero alla fuga gli assalitori. 
Corradino, nel 1334, costrinse l'abate di Bobbio Alberto a ricevere nel monastero e a farsi monaci sei uomini contrari alla sua fazione.